# Arbeidsforskningsinstituttet
Arbeidsforskningsinstituttet (AFI), tidigare Arbeidspsykologisk institutt, är ett statligt norskt forskningsinstitut för arbetslivsfrågor med huvudkontor i Oslo. Det bedriver forskning om arbetsliv, organisation och ledning, särskilt arbets- och organisationspsykologi. Det grundades 1964 som Arbeidspsykologisk institutt och var ett självständigt statligt forskningsinstitut 1964–2014. Från 2014 ingår Arbeidsforskningsinstituttet i Høgskolen i Oslo og Akershus (från 2018 omdöpt till Oslo storstadsuniversitet, eller Oslomet, från det engelska namnet Oslo Metropolitan University).